# Bourneville-Sainte-Croix
Bourneville-Sainte-Croix este o comună nouă franceză, constituită pe 1 ianuarie 2016, situată în departamentul Eure, în regiunea Normandia.

## Geografie

### Localizare
Comuna, limitrofă cu Seine-Maritime, este situată pe malul stâng al Senei, în afara penultimului meandru, pe platoul Roumois, la aproximativ 10 kilometri nord-est de Pont-Audemer, la 40 kilometri de Rouen și la 35 de kilometri nord de Bernay. Face parte din Parcul Natural Regional Boucles de la Seine Normande.
Din 2019, comuna este deservită de un nod rutier complet, Bourneville-Sainte-Croix, pe autostrada A13, care permite automobiliștilor să meargă spre Caen sau să iasă din acest oraș. Departamentul a amenajat în apropierea acestui nod rutier o zonă de carpooling.

### Comune limitrofe
|                                | Vieux-Port Aizier | Vatteville-la-Rue (Seine-Maritime) |
| Tocqueville Trouville-la-Haule |                   | Étréville                          |
| Fourmetot                      | Valletot          | Saint-Martin-du-Tilleul            |

### Hidrografie
Comuna este situată în bazinul Sena-Normandia. Nu este traversată de niciun curs de apă.

### Climă
În 2010, clima comunei era de tip climat oceanic franc, conform unui studiu a CNRS care se baza pe o serie de date care acoperă perioada 1971-2000. În 2020, Météo-France a publicat o tipologie a climei din Franța metropolitană în care comuna este expusă unui climat oceanic și se află în regiunea climatică Coastele Canalului Mânecii orientale, caracterizată printr-o însorire scăzută (1.550 h/an); umiditate ridicată a aerului (peste 20 h/zi cu umiditate relativă > 80% iarna), vânturi puternice frecvente. În paralel, GIEC normand, un grup regional de experți în climă, diferențiază, într-un studiu din 2020, trei tipuri principale de climă pentru regiunea Normandia, nuanțate la o scară mai fină de factorii geografici locali. Comuna este, conform acestei zonări, expusă unui „climat contrastat al dealurilor”, corespunzător Pays d’Auge, Lieuvin și Roumois, mai puțin direct supus fluxurilor oceanice și cunoscând totuși precipitații destul de semnificative datorită reliefului colinar care favorizează formarea lor.
Pentru perioada 1971-2000, temperatura medie anuală este de 10,2 °C, cu o amplitudine termică anuală de 13,5 °C. Cantitatea medie anuală de precipitații este de 884 mm, cu 13,2 zile de precipitații în ianuarie și 8,5 zile în iulie. Pentru perioada 1991-2020, temperatura medie anuală observată la stația meteorologică situată în comuna Petiville la 7 km distanță în linie dreaptă, este de 12,0 °C, iar cantitatea medie anuală de precipitații este de 844,9 mm.
Pentru viitor, parametrii climatici estimati pentru comună pentru anul 2050, conform diferitelor scenarii de emisii de gaze cu efect de seră, pot fi consultati pe un site dedicat publicat de Météo-France în noiembrie 2022.

## Urbanism

### Tipologie
La 1 ianuarie 2024, Bourneville-Sainte-Croix este clasificată ca târg rural, conform noii grile comunale de densitate cu 7 niveluri definită de INSEE (Institutul Național de Statistică și Studii Economice) în 2022. Este situată în afara unității urbane. De asemenea, comuna face parte din aria metropolitană  a orașului Pont-Audemer, fiind o comună a coroanei acestei arii, care reunește 34 de comune și este clasificată în zonele cu mai puțin de 50.000 de locuitori

## Toponimie
Bourneville: Numele localității este atestat sub formele latinizate Burnenvilla și Burnevilla în secolul al XII-lea.
Sainte-Croix: Numele localității este atestat sub forma Sancta Crux în 1025 (document a lui Richard al II-lea).

## Istorie
În 2015, Didier Lannoy, primarul comunei Sainte-Croix-sur-Aizier, propusese comunei Bourneville fuziunea lor, având în vedere că împărțeau deja școala, sub regimul unei comune noi. Această fuziune era menită și să evite ca comunele să fie integrate împotriva voinței lor în alte colectivități și să permită o bonificare a alocațiilor de la stat.
Decretul prefectural din 4 octombrie 2015 a creat oficial comuna nouă, care a fost instalată pe 1 ianuarie 2016.

## Populația și societatea

### Date demografice
Evoluția numărului de locuitori este cunoscută prin recensămintele populației efectuate în comună începând din 2019. Pentru comunele cu mai puțin de 10 000 de locuitori, un recensământ al întregii populații este realizat la fiecare cinci ani, populațiile legale pentru anii intermediari fiind estimate prin interpolare sau extrapolare.
| An        | 2016  | 2020  | 2021  | 2022  |
| --------- | ----- | ----- | ----- | ----- |
| Populație | 1 269 | 1 336 | 1 343 | 1 297 |